# Древні (Зоряна брама)

Рада Древніх в Атлантиді 10000 років тому

Древні або Стародавні (англ. The Ancients, альтеранською Anquietas, також відомі як альтерани і лантійці) — вигадана людська раса у всесвіті Зоряної брами. Вони — одна з найбільш розвинутих рас, які будь-коли існували, оскільки розвивалися за мільйони років до землян. Їх найвідоміший винахід — Зоряні брами, які вони розмістили в багатьох галактиках. Сучасними людьми використовується ще одне їх досягнення — місто-корабель Атлантида, в якому відбуваються події телесеріалу «Зоряна брама: Атлантида».
Древні більше не присутні у всесвіті як цивілізація в звичному розумінні, оскільки досягли вершини своєї еволюції і перейшли на вищий рівень існування. Проте залишилися їхні численні технології, якими можуть користуватися деякі люди та представники інших рас. Науково-технічні досягнення Древніх значно перевершують такі в інших рас, наприклад один лінійний корабель «Аврора» міг знищити флот кораблів-вуликів рейфів, а Атлантида могла покрити захисним полем цілу планету. Але, в основному, така потужність підтримувалася за допомогою винайденого Древніми джерела енергії — МНТ (Модуль нульової точки), які тепер є рідкістю, тож далеко не всі можливості Древніх можна повторити.

## Фізіологія
Виникши за десятки мільйонів років до людей, Древні були дуже схожими зовні на сучасних землян. Їм були притаманні ті самі пропорції, будова тіла, риси облич і різні відтінки шкіри. Проте Древні набагато глибше розкрили можливості свого мозку, опанувавши телепатію, телекінез, надзвичайну швидкість думки і ємність пам'яті. Досягнувши межі біологічного розвитку, Древні перейшли на вищий рівень існування у формі енергії. В матеріальному світі можуть проявлятися як згустки білого світла. В формі енергії вони майже всевідаючі, здатні матеріалізовуватися за власним бажанням, керувати природними процесами в космічному масштабі. За їх словами, це тільки початок до ще більших досягнень.
В неканонічному анімаційному серіалі «Зоряна брама: Безмежність» Древні описані як подібні на гусениць зелені створіння.

## Історія

Дакарська установка

Предки Древніх розвинулися мільйони років тому на планеті Селестіс у віддаленій галактиці. Вони були високорозвиненими істотами, що виглядом дуже нагадували людей, які досягли вершини своєї еволюції, і знаходилися на порозі вознесіння — переходу на інший рівень існування. Проте серед них стався ідеологічний розкол: альтерани, які пізніше стали називатися Древніми, вірили в наукове обґрунтування явищ всесвіту, а Орай — у вчення зване «Походженням», за яким вознесіння можна досягти духовно. З часом Орай відкрили, що можуть черпати силу з поклоніння їм і стали видавати себе за богів для менш розвинених цивілізацій. Противники цього вирішили покинути Селестіс і галактику, щоб не воювати з побратимами. Був побудований космічний корабель, на якому альтерани вирушили шукати новий дім.
Приблизно 60 мільйонів років тому альтерани знайшли галактику Авалон, відому сучасним людям як Чумацький Шлях. Першою планетою, на якій приземлився корабель, була Дакара. Там альтерани побудували храм і пристрій, здатний зародити розумне життя в галактиці. Наступною колонізованою планетою була Терра (Земля). Для швидкого переміщення між планетами вони побудували систему Зоряних брам. Системою координат, використовуваною Брамами, стали сузір'я, видимі з Терри. Приблизно в той же період альтерани виявили в космічному фоновому випромінюванні сигнали, послані якимось розумом. З часом сигнал почав перериватися, і ті побудували кілька безпілотних кораблів, які вирушили у напрямку джерела сигналу, встановлюючи дорогою Брами. Збирати загублені фрагменти сигналу і з'єднувати їх повинен був корабель — «Доля». Планувалося через Брами перейти до кінцевої точки, але через вознесіння частини альтеранів план був полишений, хоч «Доля» продовжувала свою місію.
Приблизно десять мільйонів років тому в Чумацькому Шляху вибухнула епідемія невиліковної хвороби, подібної на чуму, яку Орай використовували для демонстрації своєї сили. Вцілілі альтерани вирішили, що єдиним способом врятуватися буде або вознестися або покинути галактику. Ті, хто прийняли другий варіант, переселилися в галактику Пегас на кораблі Атлантида, а на Землі залишили свій аванпост. Перед відльотом вони запустили установку на Дакарі, щоб запустити процес розвитку розумного життя в галактиці. Для породжених в результаті дії установки розумних істот альтерани стали Древніми — напівміфічними творцями життя і непоясненних технологій.

Корабель Древніх (знизу) в битві проти вуликів рейфів

В галактиці Пегас Древні знайшли планету Лантія, куди і посадили Атлантиду, а себе назвали лантійцями. Там вони створили місцеву мережу Зоряних брам і заснували людські культури. На одній з планет виник гібрид людей з місцевими жуками, в результаті з'явилася раса рейфів — людиноподібних істот, що харчувалися, як жуки, «життєвою силою».
Рейфи поступово стали розцінювати лантійців як ворогів, їм вдалося захопити декілька лантійских крейсерів і використовувати їхні МНТ для розвитку своїх технологій. Лантійці відступали під натиском ворога і створили для протидії рейфам нанороботів — реплікаторів асуранів. Але асурани, дізнавишись, що лантійці заклали в них агресію до рейфів, чим обмежили свободу, попросили своїх творців прибрати агресію з їхнього коду. Ті ж, вирішивши, що експеримент провалився, знищили місто асуранів і лишилися сам-на-сам з ворогом.
В результаті рейфи дійшли до лантії та почали облогу Атлантиди. Лантійці занурили Атлантиду під воду і через Зоряні брами перейшли на Землю, заблокувавши Браму Атлантиди таким чином, що на неї можна було потрапити лише звідти. На землі лантійці знайшли примітивних печерних людей, що виникли як результат дії установки на Дакарі. Від лантійців люди отримали їхні гени. Мова Древніх згодом стала основою для латини. Древні заснували Союз Чотирьох Великих Рас, що виникли до того часу, куди також входили нокси, ферлінги та азгарди. Але в підсумку всі Древні вознеслися.
В наші часи деякі Древні втручалися в життя менш розвинених цивілізації, хоч це зазвичай розцінювалося іншими Древніми як злочин. Орай планували навернути населення Чумацького Шляху в свою віру для отримання сили, аби знищити вознесених альтеранів і лантійців, але в результаті були знищені самі пристроєм, відомим як Грааль, спроектованим лантійцем Мірдіном (в земній міфологій став відомий як Мерлін) і побудованим землянами.

## Технології

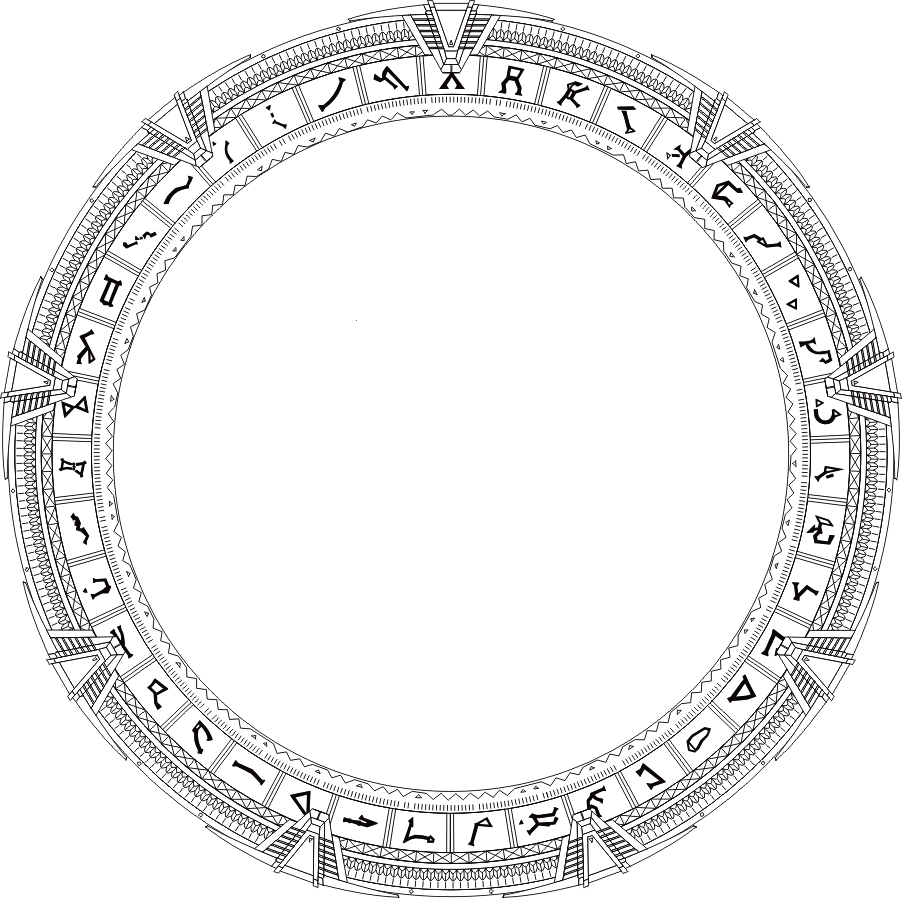
Зоряна брама — найвідоміший винахід Древніх

Про рівень розвитку технології Древніх відомо завдяки високій зносостійкості та надійності їхніх творінь. Загалом наука і техніка Древніх перевершують досягнення інших рас, проте не всі їхні розробки були безпечними і успішними (наприклад, проект Арктурас чи тунельний двигун). Основним джерелом енергії Древніх були МНТ (модуль нульової точки), які отримували енергію зі штучних зон простору-часу.
Для переміщень всесвітом Древні розробили гіпердвигуни, які дозволяють перелетіти з галактики в галактику за декілька годин, і Зоряні брами. Завдяки цьому Древні заселили кілька галактик, де проводили свої експерименти зі створення і розвитку розумного життя, а також Вознесення — переходу на вищий рівень буття.
Впродовж історії стилістика технологій Древніх змінювалася і вони розвивалися. Так, найдавніші зразки (корабель «Доля», комунікаційні камені) мають плавні форми  і металічний блиск, а пізніші (Атлантида, кораблі «Аврора») мають кутастий дизайн і світлі кольори. Зоряні брами найранішої моделі сполучаються тільки з сусідніми, старі невральні інтерфейси хірургічно підключаються до мозку. Пізніші зразки більш потужні, надійні та безпечні.

## Вплив

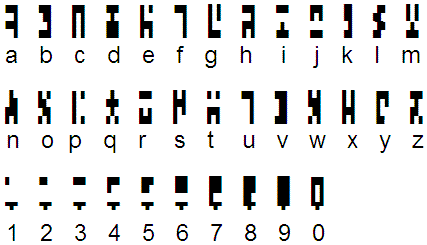
Алфавіт Древніх

Древні відповідальні за розвиток численних розумних видів і появу нових. Зокрема саме завдяки їм люди населяють інші галактики, а в Чумацькому Шляху існує різноманітне гуманоїдне життя. Такі види як ґоа'улди здобули могутність через знайдені артефакти Древніх, а в культурі Землян спогади про Древніх лягли в основу легенд. На мові цих істот заснована латина.
Древні винайшли Вознесіння, ставши майже всезнаючими і всемогутніми істотами, проте втручаються в матеріальний світ у виняткових випадках. Передбачається, що й інші види з часом розвинуться до такого рівня, коли розвинуть досить високі технології та мораль.
Для користування багатьма технологіями Древніх потрібен спеціальний «ген Древніх», наявний у деяких людей. Такі технології, як місто-корабель Атлантида, були законсервовані з прицілом на те, що земляни, котрі володіють таким геном, колись віднайдуть їх. З численних видів люди Землі виявилися найдопитливішими, нескореними й найактивнішими в дослідженнях Древніх. Тому саме люди, зокрема земляни, є прямими спадкоємцями цієї цивілізації, так званою «п'ятою расою».